# Brasil Open
El Torneig de São Paulo, també conegut com a Brasil Open, fou un torneig de tennis professional que es disputa anualment sobre terra batuda al Complexo Desportivo Constâncio Vaz Guimarães de São Paulo, Brasil. Va pertànyer a les sèries ATP World Tour 250 del circuit ATP masculí. Fou un dels quatre torneigs que actualment conformen la denominada gira llatinoamericana de pols de maó, que es juga en les setmanes compreses entre l'Obert d'Austràlia i el començament del Masters d'Indian Wells. La darrera edició del torneig fou l'any 2019 ja que es va traslladar a la ciutat xilena de Santiago de Xile.
El torneig es va disputar per primera vegada el mes de setembre de l'any 2001 sobre pista dura a Costa do Sauipe, Salvador de Bahia, just després de la finalització del US Open. Costa do Sauipe és un complex turístic a les costes de Bahia, amb una excel·lent estructura i 5 hotels d'alta categoria en una àrea de protecció ambiental. El 2004 es va acordar que el torneig canviés a superfície dura per terra batuda i que es disputés al febrer, perquè formaria part de la gira llatinoamericana de pistes lentes. L'any 2012 es va desplaçar a la seu actual de São Paulo passant d'exterior a interior.
Anteriorment s'havia celebrat un torneig femení pertanyent a la WTA. Es va crear l'any 1997 però es disputà de forma discontínua a Rio de Janeiro, São Paulo, Guarujá, Curitiba i Bahia fins a la seva cancel·lació l'any 2002.

## Palmarès

### Individual masculí
| Localització    | Any  | Campió              | Finalista            | Resultat            |
| --------------- | ---- | ------------------- | -------------------- | ------------------- |
| São Paulo       | 2019 | Guido Pella         | Christian Garín      | 7−5, 6−3            |
| São Paulo       | 2018 | Fabio Fognini       | Nicolás Jarry        | 1−6, 6−1, 6−4       |
| São Paulo       | 2017 | Pablo Cuevas (3)    | Albert Ramos Viñolas | 6−7(3), 6−4, 6−4    |
| São Paulo       | 2016 | Pablo Cuevas        | Pablo Carreño Busta  | 7−6(4), 6−3         |
| São Paulo       | 2015 | Pablo Cuevas        | Luca Vanni           | 6−4, 3−6, 7−6(4)    |
| São Paulo       | 2014 | Federico Delbonis   | Paolo Lorenzi        | 4−6, 6−3, 6−3       |
| São Paulo       | 2013 | Rafael Nadal        | David Nalbandian     | 6−2, 6−3            |
| São Paulo       | 2012 | Nicolás Almagro (3) | Filippo Volandri     | 6−3, 4−6, 6−4       |
| Costa do Sauipe | 2011 | Nicolás Almagro     | Aleksandr Dolhopòlov | 6−3, 7−6(3)         |
| Costa do Sauipe | 2010 | Juan Carlos Ferrero | Łukasz Kubot         | 6−1, 6−0            |
| Costa do Sauipe | 2009 | Tommy Robredo       | Thomaz Bellucci      | 6−3, 3−6, 6−4       |
| Costa do Sauipe | 2008 | Nicolás Almagro     | Carles Moyà          | 7−6(4), 3−6, 7−5    |
| Costa do Sauipe | 2007 | Guillermo Cañas     | Juan Carlos Ferrero  | 7−6(4), 6−1         |
| Costa do Sauipe | 2006 | Nicolás Massú       | Alberto Martín       | 6−3, 6−4            |
| Costa do Sauipe | 2005 | Rafael Nadal        | Alberto Martín       | 6−0, 6−7(2), 6−1    |
| Costa do Sauipe | 2004 | Gustavo Kuerten (2) | Agustín Calleri      | 3−6, 6−2, 6−3       |
| Costa do Sauipe | 2003 | Sjeng Schalken      | Rainer Schüttler     | 6−2, 6−4            |
| Costa do Sauipe | 2002 | Gustavo Kuerten     | Guillermo Coria      | 6−7(4), 7−5, 7−6(2) |
| Costa do Sauipe | 2001 | Jan Vacek           | Fernando Meligeni    | 2−6, 7−6(2), 6−3    |

### Individual femení
| Any  | Campiona           | Finalista         | Resultat      |
| ---- | ------------------ | ----------------- | ------------- |
| 2002 | Anastassia Mískina | Eleni Danilidou   | 6−3, 0−6, 6−2 |
| 2001 | Monica Seles       | Jelena Dokić      | 6−2, 6−3      |
| 2000 | Rita Kuti-Kis      | Paola Suárez      | 4−6, 6−4, 7−5 |
| 1999 | Fabiola Zuluaga    | Patricia Wartusch | 7−5, 4−6, 7−5 |

### Dobles masculins
| Any  | Campions                                  | Finalistes                                | Resultat            |
| ---- | ----------------------------------------- | ----------------------------------------- | ------------------- |
| 2019 | Federico Delbonis Máximo González (2)     | Luke Bambridge Jonny O'Mara               | 6−4, 6−3            |
| 2018 | Federico Delbonis Máximo González         | Wesley Koolhof Artem Sitak                | 6−4, 6−2            |
| 2017 | Rogério Dutra Silva André Sá              | Marcus Daniell Marcelo Demoliner          | 7−6(5), 5−7, [10−7] |
| 2016 | Julio Peralta Horacio Zeballos            | Pablo Carreño Busta David Marrero         | 4−6, 6−1, [10−5]    |
| 2015 | Juan Sebastián Cabal Robert Farah Maksoud | Paolo Lorenzi Diego Schwartzman           | 6−4, 6−2            |
| 2014 | Guillermo García López Philipp Oswald     | Juan Sebastián Cabal Robert Farah Maksoud | 5−7, 6−4, [15−3]    |
| 2013 | Alexander Peya Bruno Soares               | František Čermák Michal Mertiňák          | 6−7(5), 6−2, [10−7] |
| 2012 | Eric Butorac Bruno Soares                 | Michal Mertiňák André Sá                  | 3−6, 6−4, [10−8]    |
| 2011 | Marcelo Melo Bruno Soares                 | Pablo Andújar Daniel Gimeno-Traver        | 7−6(4), 6−3         |
| 2010 | Pablo Cuevas Marcel Granollers            | Łukasz Kubot Oliver Marach                | 7−5, 6−4            |
| 2009 | Marcel Granollers Tommy Robredo           | Lucas Arnold Juan Monaco                  | 6−4, 7−5            |
| 2008 | Marcelo Melo André Sá                     | Albert Montañés Santiago Ventura          | 4−6, 6−2, [10−7]    |
| 2007 | Lukáš Dlouhý Pavel Vízner (2)             | Rubén Ramírez Hidalgo Albert Montañés     | 6−2, 7−6(4)         |
| 2006 | Lukáš Dlouhý Pavel Vízner                 | Mariusz Fyrstenberg Marcin Matkowski      | 6−1, 4−6, [10−3]    |
| 2005 | František Čermák Leoš Friedl              | José Acasuso Ignacio González King        | 6−4, 6−4            |
| 2004 | Mariusz Fyrstenberg Marcin Matkowski      | Tomas Behrend Leoš Friedl                 | 6−2, 6−2            |
| 2003 | Todd Perry Thomas Shimada                 | Scott Humphries Mark Merklein             | 6−2, 6−4            |
| 2002 | Scott Humphries Mark Merklein             | Gustavo Kuerten André Sá                  | 6−3, 7−6(1)         |
| 2001 | Enzo Artoni Daniel Melo                   | Gastón Etlis Brent Haygarth               | 6−3, 1−6, 7−6(5)    |

### Dobles femenins
| Any  | Campiones                           | Finalistes                           | Resultat |
| ---- | ----------------------------------- | ------------------------------------ | -------- |
| 2002 | Virginia Ruano Pascual Paola Suarez | Emilie Loit Rossana De Los Rios      | 6−4, 6−1 |
| 2001 | Liezel Huber Lenka Nemeckova        | Evie Dominikovic Tamarine Tanasugarn | 6−0, 7−5 |
| 2000 | Lilia Osterloh Tamarine Tanasugarn  | Rita Grande Meghann Shaughnessy      | 7−5, 6−1 |